# Fernando Frías de la Parra
Fernando Frías de la Parra (Ciudad de México, 1979) es un director, guionista y productor mexicano, galardonado con el Premio Ariel. 

## Trayectoria
Estudió una maestría en guionismo y dirección en la Universidad de Columbia. Ganó el Concurso Internacional de Creadores del 24.º Festival Internacional Belluard Bollwerk. 
Su documental Calentamiento local (2008), que se presentó en el 6.º Festival Internacional de Cine de Morelia donde obtuvo el premio a la mejor película documental.
Su ópera prima Rezeta, formó parte de la Selección Oficial del Festival de Morelia, adicionalmente recibió el premio a la mejor película en el Festival de Cine Slamdance.
En 2019 presentó su segundo largometraje Ya no estoy aquí, que ganó reconocimientos los festivales de Morelia y El Cairo. Su estreno en Netflix el 27 de mayo de 2020 le valió una buena recepción por parte del público y la crítica. En la LXII edición de los Premios Ariel, la película obtuvo 10 estatuillas, incluyendo mejor película. El 21 de octubre de 2020, la Academia Mexicana de Artes y Ciencias Cinematográficas la seleccionó para representar a México en la categoría de Mejor película iberoamericana de los Premios Goya 2021. Del mismo modo, el 16 de noviembre, se informó que también representaría a México en a categoría de Mejor película internacional de los Premios Óscar 2021.

## Filmografía
- 2008 Calentamiento local
- 2012 Rezeta
- 2019 Ya no estoy aquí
- 2023 No voy a pedirle a nadie que me crea
- 2025 Depeche Mode: M